# Francisco Teixeira
Francisco José Coelho Teixeira (Palmácia,1960) é um engenheiro e político brasileiro. Foi Ministro da Integração Nacional do Brasil, um dos principais responsáveis pelas obras da Transposição do Rio São Francisco. Possui graduação em Engenharia Civil pela Universidade Federal do Ceará (1983) e mestrado em Engenharia Civil (Recursos Hídricos) pela Universidade Federal do Ceará (2003). Atualmente é secretário de estado dos Recursos Hídricos do Ceará.

## Biografia
Engenheiro civil e mestre em Recursos Hídricos, Francisco José Teixeira, 53 anos, foi empossado ministro da Integração Nacional em outubro de 2013. Antes disto, ele já ocupava, desde fevereiro de 2012, o cargo de secretário de Infraestrutura Hídrica no governo da presidente Dilma Rousseff.
Servidor público da Companhia de Gestão de Recursos Hídricos do Ceará (Cogerh), Teixeira exerceu funções importantes no setor: secretário adjunto de Recursos Hídricos do Ceará, entre 2003 e 2005; superintendente de Obras Hidráulicas do Ceará, entre 2001 e 2003; coordenador dos programas do Banco Mundial, entre 1999 e 2001, e diretor técnico, entre 1995 e 1996, ambos na Secretaria de Recursos Hídricos do Ceará. Francisco Teixeira também já havia integrado a equipe técnica do MI, entre 2005 e 2007, como assessor especial.